# (4353) Onizaki
(4353) Onizaki es un asteroide perteneciente al cinturón de asteroides, descubierto el 25 de noviembre de 1989 por Yoshikane Mizuno y el también astrónomo Toshimasa Furuta desde el Kani Observatory, Kani, Japón.

## Designación y nombre
Designado provisionalmente como 1989 WK1. Fue nombrado Onizaki en homenaje a Onizaki ciudad japonesa donde vivió el segundo descubridor durante su infancia.

## Características orbitales
Onizaki está situado a una distancia media del Sol de 2,346 ua, pudiendo alejarse hasta 2,601 ua y acercarse hasta 2,090 ua. Su excentricidad es 0,108 y la inclinación orbital 9,001 grados. Emplea 1312 días en completar una órbita alrededor del Sol.

## Características físicas
La magnitud absoluta de Onizaki es 12,3. Tiene 11,239 km de diámetro y su albedo se estima en 0,183. Está asignado al tipo espectral Xe según la clasificación SMASSII.